# Alt-Tempelhof (métro de Berlin)
Alt-Tempelhof est une station de la ligne 6 du métro de Berlin, dans le quartier de Tempelhof.

## Correspondances
La station de métro a une correspondance avec des lignes d'omnibus de la BVG.